# Secolo d'oro polacco

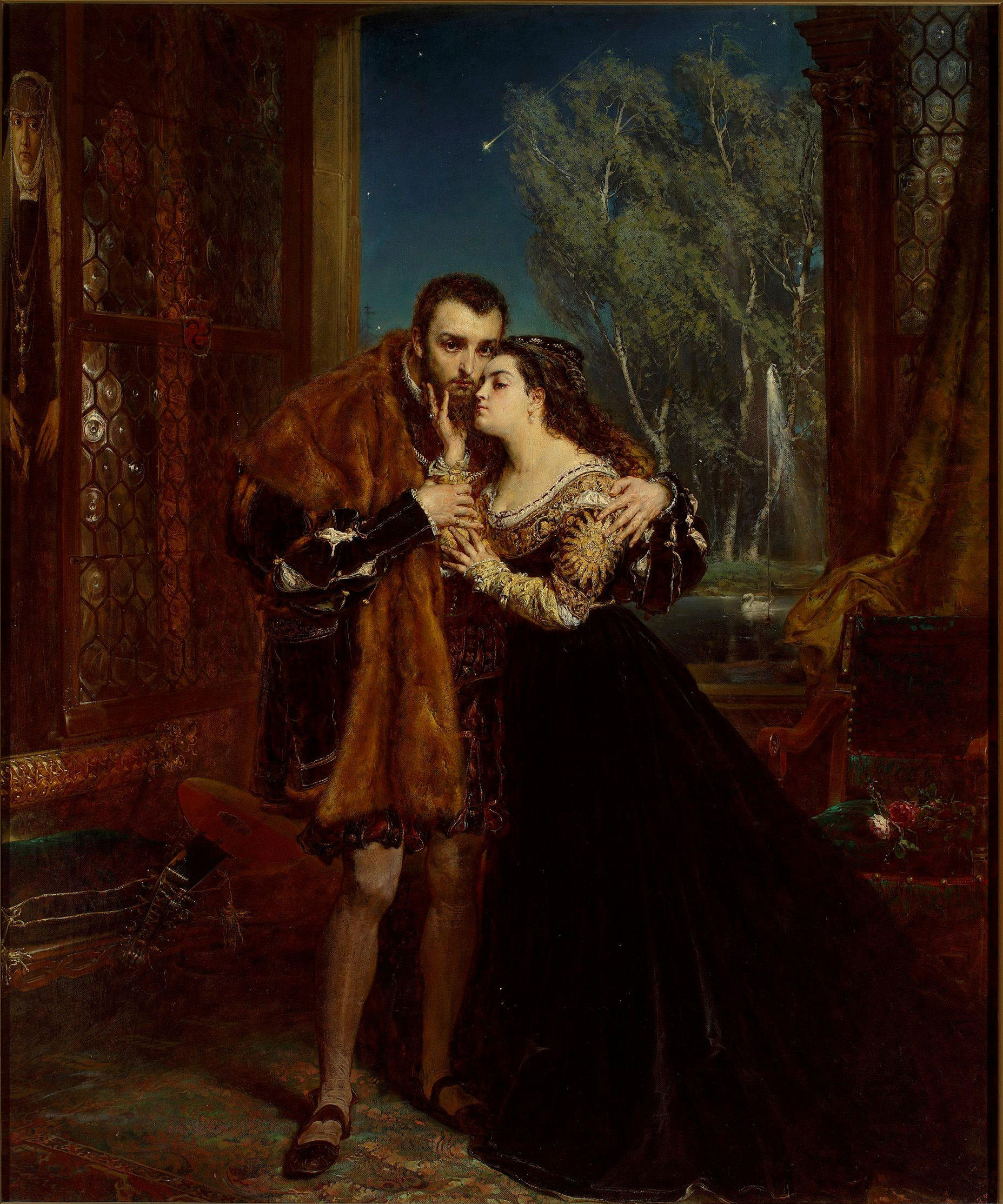
Il re di Polonia e granduca di Lituania Sigismondo II Augusto e la regina di Polonia e granduchessa consorte di Lituania Barbara Radziwiłł a Vilnius in un quadro realizzato da Jan Matejko

Con secolo d'oro polacco ci si riferisce al periodo rinascimentale in Polonia e nel Granducato di Lituania che durò dalla fine del XV secolo fino alla morte di Sigismondo II Augusto, l'ultimo membro della dinastia degli Jagelloni, nel 1572. Alcuni storici affermano che l'età dell'oro continuò fino alla metà del XVII secolo, quando nel 1648 la Confederazione polacco-lituana fu devastata dalla rivolta di Chmel'nyc'kyj e dall'invasione svedese. Durante tale florido periodo storico, la Confederazione divenne uno dei più estesi regni d'Europa, inglobando terre che andavano dall'odierna Estonia a nord, verso la Moldavia a est e la Boemia a ovest.
Nel XVI secolo, la Confederazione copriva quasi 1 milione di km² e contava una popolazione di 11 milioni. Il paese prosperò grazie alle ingenti esportazioni di grano, legno, sale e stoffa verso l'Europa occidentale attraverso i porti del Mar Baltico di Danzica, Elbląg, Riga, Memel e Königsberg. Le città principali della regione risultavano, oltre a quelle appena citate, Varsavia, Cracovia, Poznań, Leopoli, Vilnius, Toruń e Kiev, detenuta per breve tempo nel XVII secolo. L'esercito confederato riuscì a difendere i domini dalle invasioni straniere, effettuando anche delle campagne di aggressione contro i vicini della Polonia. Poiché la polonizzazione era implicita nei territori conquistati, l'idioma polacco fiorì e divenne la lingua franca dell'Europa centrale e orientale.
Durante tale periodo storico, la Confederazione era considerata uno degli stati europei più potenti: il sistema di governo era un unicum nel continente ed era noto come libertà dorata, un sistema in cui tutti i nobili (szlachta), indipendentemente dal loro status economico, godevano dello stesso status legale oltre che di ampi diritti e privilegi. Tra i meccanismi più conosciuti si può sicuramente menzionare il Liberum veto, usato per la prima volta nel 1653, attraverso cui anche un solo membro del parlamento poteva bloccare l'iter legislativo. La nobiltà, che si componeva di magnati e di aristocratici polacchi e lituani, costituiva circa l'8-10% della popolazione complessiva.

## Il Rinascimento polacco

### Alfabetizzazione, istruzione e mecenatismo

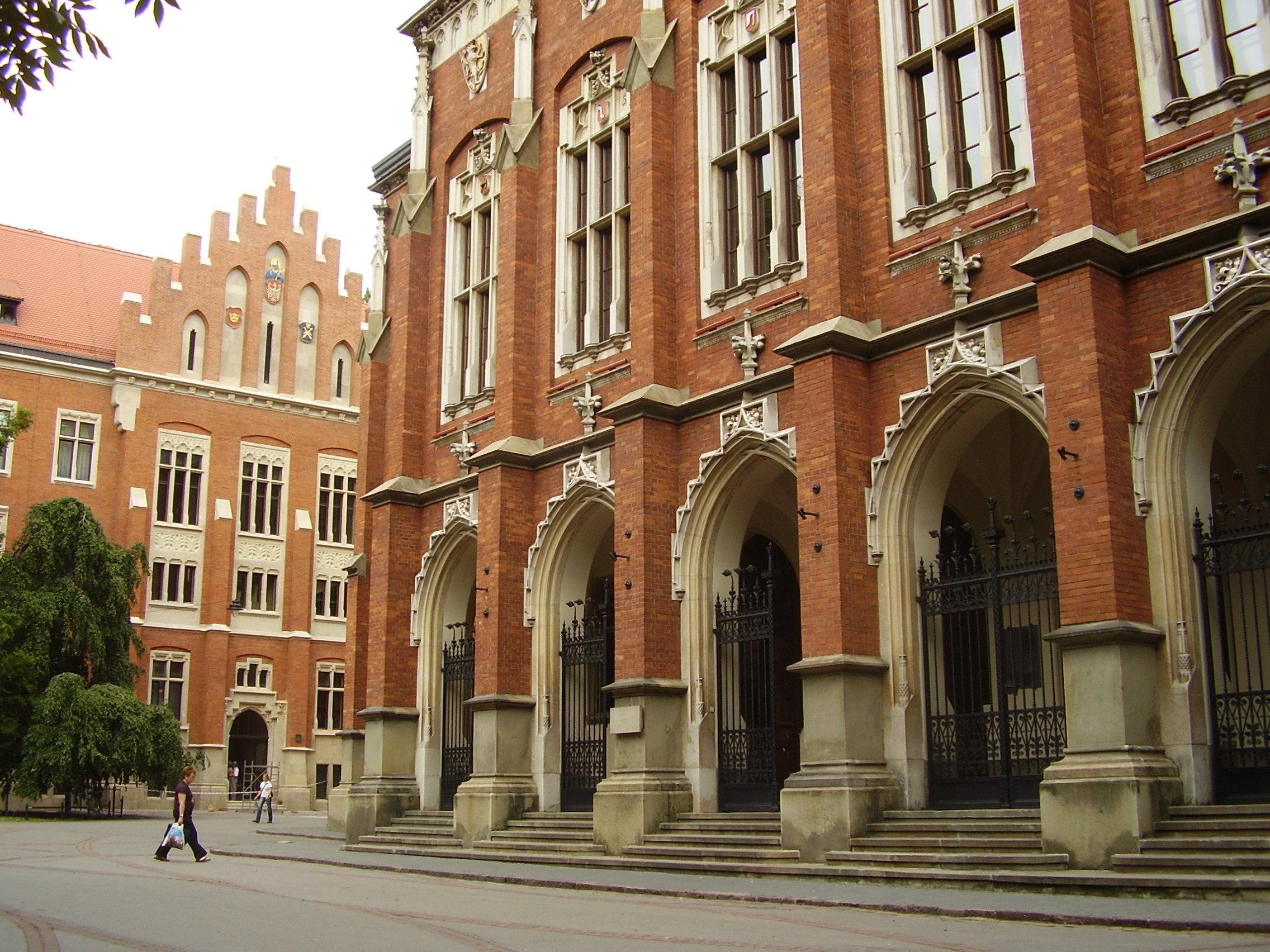
Università Jagellonica di Cracovia

La stampa polacca avviò la produzione di testi a Cracovia nel 1473 e all'inizio del XVII secolo si contavano circa venti tipografie all'interno della Confederazione, di cui otto a Cracovia e il resto principalmente a Danzica, Toruń e Zamość. L'Accademia di Cracovia possedeva biblioteche ben fornite, mentre delle collezioni più ristrette cominciarono a divenire sempre più comuni nelle corti nobiliari, nelle scuole e nelle famiglie della borghesia. I livelli di analfabetismo andarono incontro a una diminuzione, poiché alla fine del XVI secolo quasi tutte le parrocchie gestivano una scuola.
L'Accademia Lubrański, un'istituzione di istruzione superiore, vide la luce a Poznań nel 1519. La Riforma luterana portò alla creazione di numerosi ginnasi, scuole secondarie di orientamento accademico, alcune di fama internazionale, poiché l'élite protestante voleva attirare i sostenitori offrendo istruzione di alto livello. La reazione cattolica portò alla creazione di collegi gesuiti di qualità paragonabile. Anche l'Università di Cracovia, a sua volta, rispose proponendo percorsi umanistici.
L'ateneo stesso visse un periodo di crescita a cavallo tra il XV e il XVI secolo, quando in particolare le facoltà di matematica, astronomia e geografia attiravano numerosi studenti dall'estero, senza contare il rinnovato interesse per lo studio del latino, del greco, dell'ebraico e le loro letterature erano popolari. Verso la metà del XVI secolo l'istituzione entrò in una fase di crisi e all'inizio del XVII secolo regredì al conformismo controriformista. I gesuiti approfittarono delle lotte intestine e nel 1579 istituirono un collegio universitario a Vilnius, ma i loro sforzi volti a rilevare l'Accademia di Cracovia non ebbero successo. Viste le circostanze, molti decisero di proseguire i loro studi all'estero.
Sigismondo I il Vecchio, promotore della costruzione l'attuale castello rinascimentale del Wawel, e suo figlio Sigismondo II Augusto, incentivarono la creazione di circoli intellettuali e artistici, circondandosi essi stessi di studiosi provenienti anche dall'estero, inclusa l'Italia. Il loro esempio di mecenatismo venne seguito da feudatari ecclesiastici e laici, e da aristocratici nelle principali città.

### Scienza

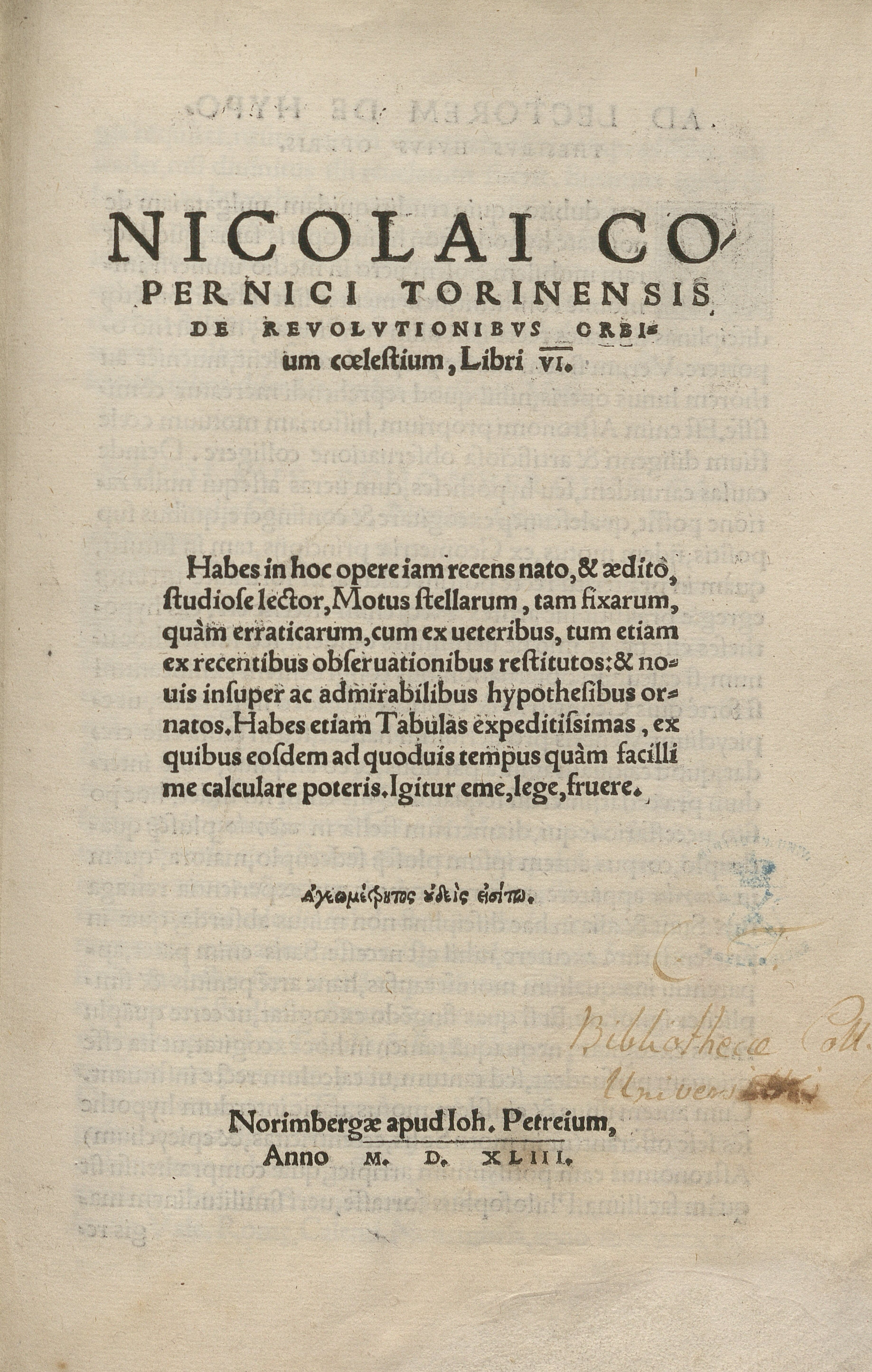
Il De revolutionibus orbium coelestium, l'opera seminale sulla teoria eliocentrica dell'astronomo rinascimentale Niccolò Copernico (1473-1543)

La scienza polacca raggiunse il suo culmine nella prima metà del XVI secolo, quando gli studiosi medievali vennero messi in discussione e si cercarono spiegazioni più razionali. Il De revolutionibus orbium coelestium, pubblicato da Niccolò Copernico a Norimberga nel 1543, scosse il tradizionale sistema di valori esteso alla comprensione dell'universo fisico, eliminando il modello antropocentrico di ispirazione tolemaica (sistema geocentrico) adottato dal cristianesimo e diede un nuovo impulso all'espansione della ricerca scientifica. In genere, gli eminenti scienziati del periodo si insediarono in diverse regioni del paese e, in misura sempre crescente, la maggioranza era di estrazione borghese piuttosto che aristocratica.
Copernico, figlio di un commerciante di Toruń, fornì molti contributi alla scienza e alle arti: l'impulso ad appassionarsi alle materie scientifiche nacque presso l'Università di Cracovia, mentre in seguito il polacco si trasferì in Italia per proseguire gli studi. Copernico realizzò poesie in latino, sviluppò una sua teoria economica, operò come amministratore religioso, quale attivista politico nei sejmik prussiani e guidò la difesa di Olsztyn contro le forze di Albrecht Hohenzollern. In qualità di astronomo, lavorò per molti anni alla sua teoria scientifica a Frombork, dove tra l'altro morì nel 1543.

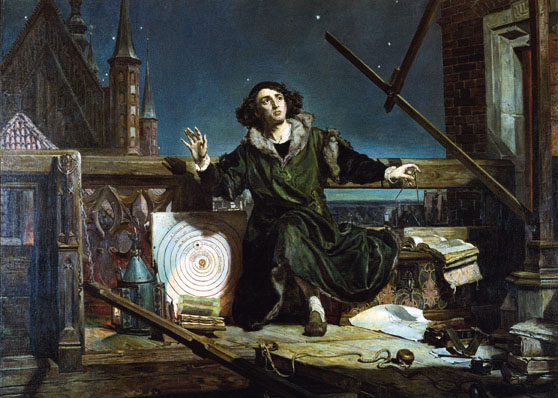
Niccolò Copernico, uno degli astronomi più celebri della storia

Altri esempi menzionabili risultano Josephus Struthius, famoso medico e ricercatore di medicina; Bernard Wapowski, pioniere nell'ambito della cartografia polacca; Maciej Miechowita, rettore dell'Accademia di Cracovia e autore del Tractatus de duabus Sarmatiis pubblicato nel 1517, un trattato sulla geografia dell'Est, un'area in cui gli investigatori polacchi fornirono competenze di prima mano per il resto d'Europa.
Andrzej Frycz Modrzewski fu uno dei più grandi teorici del pensiero politico nell'Europa rinascimentale: la sua opera più famosa, il De republica emendanda, fu pubblicata a Cracovia e in parte a Basilea tra il 1551 e il 1553. Modrzewski criticava le relazioni sociali tipiche del feudalesimo e proponeva ampie e innovative riforme. Inoltre, sostenne che tutte le classi sociali dovessero essere soggette alla legge nella stessa misura e desiderava moderare le iniquità esistenti. Modrzewski, autore influente e spesso tradotto, era un appassionato fautore della risoluzione pacifica dei conflitti internazionali. Il vescovo Wawrzyniec Goślicki (Goslicius), il quale scrisse e pubblicò nel 1568 uno studio intitolato De optimo senatore, fu un altro pensatore che riscosse un certo successo e influenza nel pensiero politico occidentale.
Lo storico Marcin Kromer realizzò il De origine et rebus gestis Polonorum (Sull'origine e le gesta dei polacchi) nel 1555 e nel 1577 Polonia, un trattato molto apprezzato in Europa. La Cronaca del mondo intero di Marcin Bielski, una storia universale ispirata a modelli di riferimento italiani e tedeschi, fu ultimata nel 1550 circa. Le cronache lituane curate da Maciej Stryjkowski (1582) acquisirono un ruolo importante nella ricostruzione degli eventi storici avvenuti nel Granducato di Lituania medievale, anche se non manca la descrizione di eventi non supportati da nessuna fonte affidabile.

### Letteratura

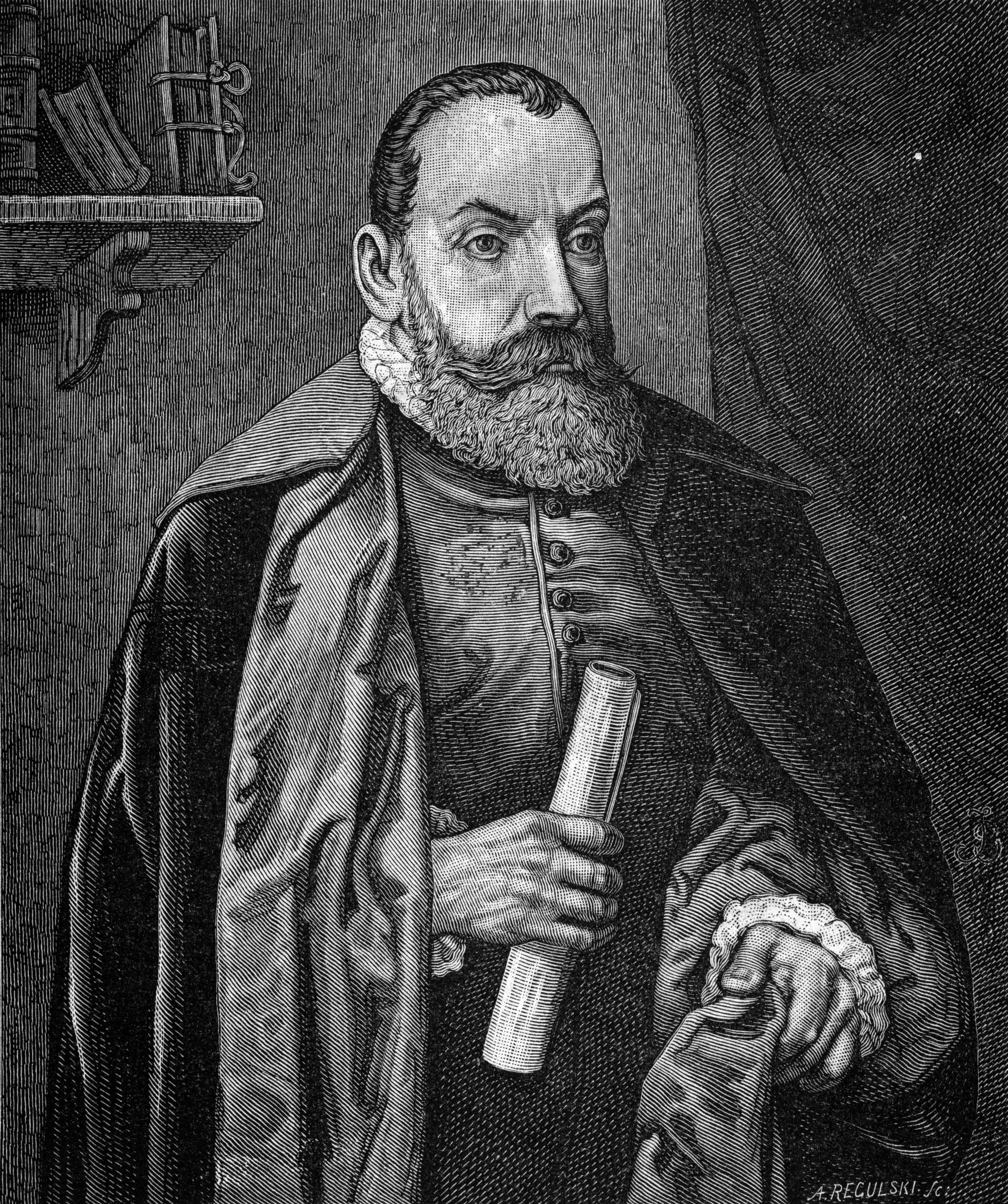
Jan Kochanowski, poeta polacco del Rinascimento che tratteggiò modelli poetici che sarebbero diventati parte integrante della lingua letteraria polacca

La letteratura polacca moderna cominciò a prendere forma nel XVI secolo. A quel tempo la lingua polacca, comune nelle fasce più ricche, maturò e penetrò in tutti i settori della vita pubblica, comprese le istituzioni municipali, il codice civile e penale, la Chiesa e altri usi ufficiali, coesistendo per un po' con il latino. Klemens Janicki, uno dei poeti di lingua latina del Rinascimento, insignito di una distinzione papale, era di estrazione contadina. Un altro autore plebeo di umili origini, Biernat di Lublino, completò la sua versione delle favole di Esopo in polacco, permeata delle sue opinioni socialmente radicali.
Una svolta nella lingua polacca letteraria giunse sotto l'influenza della Riforma con gli scritti di Mikołaj Rej: nel suo Breve Discorso, una satira pubblicata nel 1543, difendeva un servo da un prete e da un nobile, ma nelle sue opere successive celebrava spesso le gioie della vita pacifica ma privilegiata del gentiluomo di campagna. Rej, la cui eredità fu la sua incessante promozione della lingua polacca, ha lasciato una grande varietà di pezzi letterari. Lukasz Górnicki, autore e traduttore, perfezionò la prosa polacca del periodo; il suo contemporaneo e amico Jan Kochanowski divenne uno dei più grandi poeti polacchi di tutti i tempi.

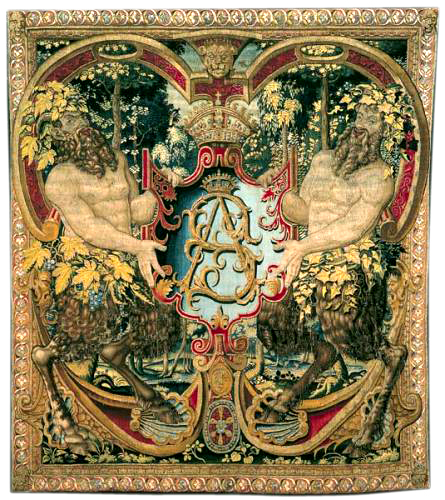
Arazzo del 1555 circa con due satiri che reggono lo scudo su cui è inciso il monogramma SA, le iniziali del re Sigismondo Augusto

Kochanowski nacque nel 1530 in una prospera famiglia nobile. In gioventù studiò alle università di Cracovia, Königsberg e Padova e viaggiò molto in Europa: egli lavorò per un certo periodo come segretario reale, stabilendosi quindi nel villaggio di Czarnolas, nell'odierno distretto di Zwoleń, ricevuto come parte dell'eredità della sua famiglia. La poliedrica produzione creativa di Kochanowski risulta notevole sia per la profondità dei pensieri e dei sentimenti che condivide con il lettore, sia per lo stile e il richiamo alla perfezione classica della forma. Tra le opere più note si annoverano le bucoliche Frascas (letteralmente sciocchezze), poesia epica, testi religiosi, il tragicomico Licenziamento degli inviati greci e gli altamente apprezzati Treni, realizzati dopo la morte della sua giovane figlia. Il poeta Mikołaj Sęp Szarzyński, uomo di grande cultura affascinato dalle figure retoriche, fa da ponte tra i periodi artistici del tardo Rinascimento e del primo barocco.

### Musica

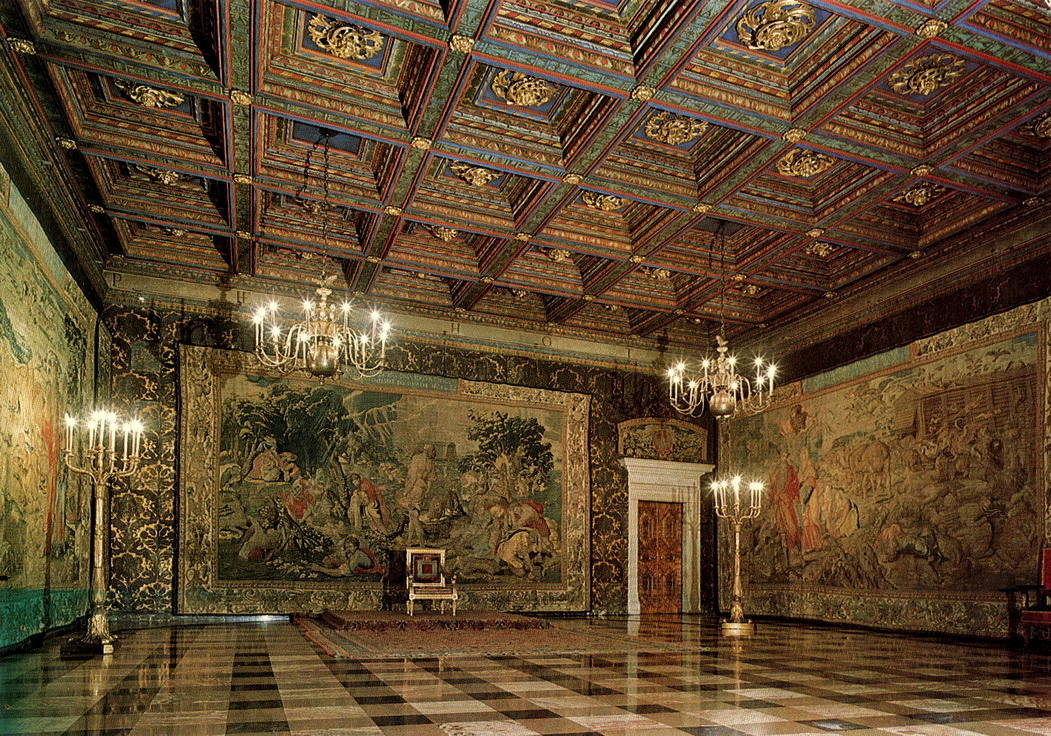
Castello del Wawel

Seguendo le tendenze musicali europee e italiane in particolare, la musica rinascimentale cominciò ad insediarsi anche in Polonia, pur essendo incentrata sul mecenatismo della corte reale e dalle ramificazioni che ne derivavano. Sigismondo I mantenne dal 1543 un coro permanente al castello del Wawel (alcune esibizioni si tennero anche nel complesso difensivo di Vilnius), mentre la Riforma portò un gruppo su larga scala della chiesa in lingua polacca a cantare durante le funzioni. Giovanni di Lublino scrisse un'intavolatura completa per l'organo e per altri strumenti a tastiera. Tra i compositori, che spesso permearono la loro musica con elementi nazionali e popolari, si riscontrano Wacław di Szamotuły, Mikołaj Gomółka, che compose musica per Kochanowski tradotto salmi, e Mikołaj Zieleński, il quale arricchì la musica polacca adottando lo stile polifonico della Scuola Veneziana.

### Architettura, scultura e pittura

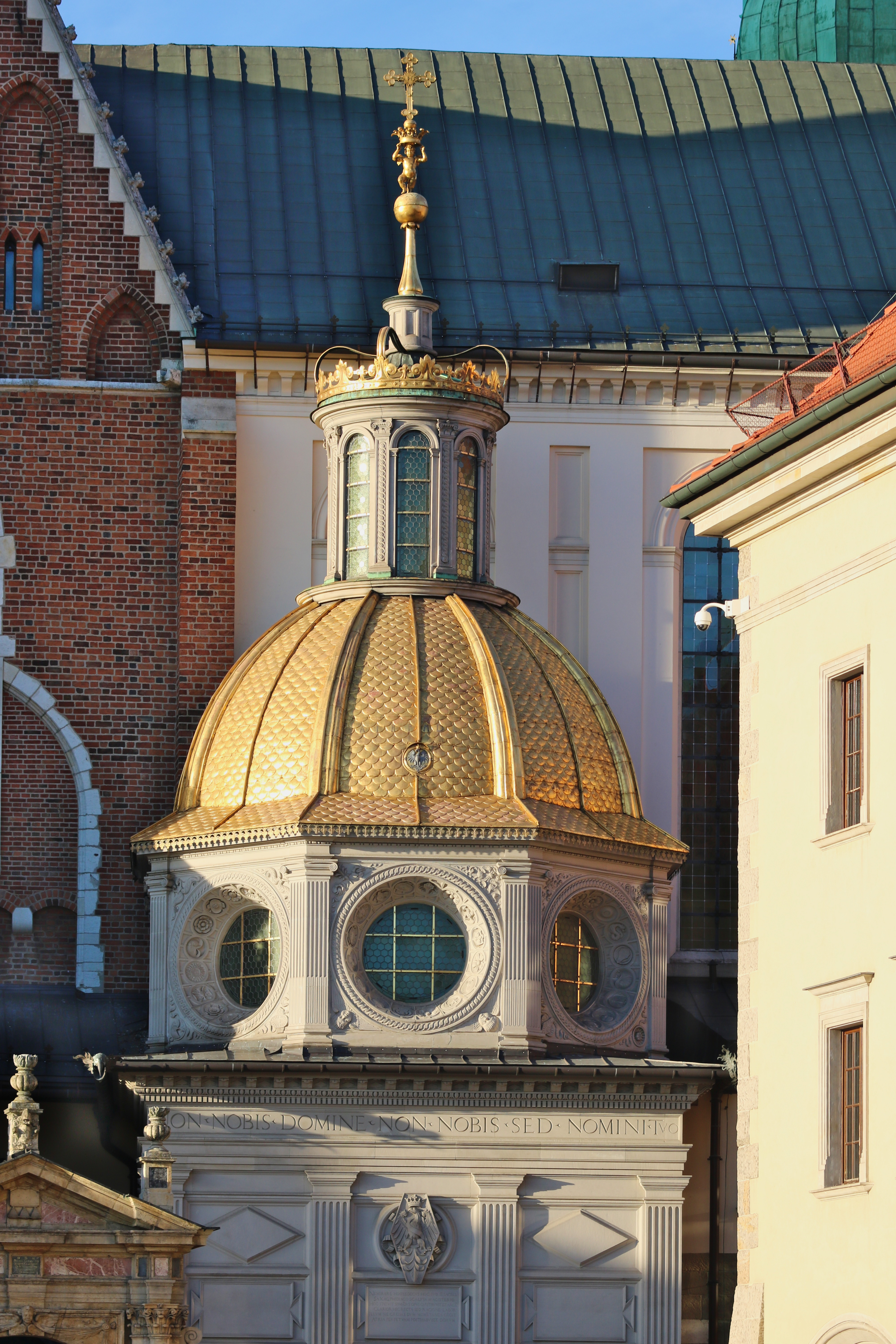
La cappella di Sigismondo opera da tomba per gli ultimi monarchi jagelloni. Progettata da artisti italiani, la cupola era ricoperta di vero oro per mostrare al mondo la prosperità della Polonia durante il secolo più florido della sua storia

L'architettura, la scultura e la pittura si svilupparono sulla scia dell'influenza italiana dall'inizio del XVI secolo. Un discreto numero di professionisti toscani giunse e lavorarono come artisti veri e propri a Cracovia: Francesco Fiorentino iniziò i lavori alla tomba di Giovanni I Alberto nel 1502, operando poi insieme a Bartolomeo Berrecci e Benedykt da Sandomierz per ricostruire la residenza reale (forse anche quella di Vilnius) tra il 1507 e il 1536. Berrecci curò anche la costruzione della cappella di Sigismondo nella cattedrale del Wawel| Magnati polacchi, principi Piast della Slesia localizzati a Brzeg e persino mercanti di Cracovia (verso la metà del XVI secolo la loro classe aveva acquisito forza economica a livello nazionale) ultimarono o ricostruirono le loro residenze per farle assomigliare al castello del Wawel. Il Sukiennice di Cracovia e il municipio di Poznań figurano tra i numerosi edifici ricostruiti in stile rinascimentale, ma la costruzione gotica continuò per diversi decenni.
Tra il 1580 e il 1600 Jan Zamoyski commissionò all'architetto veneziano Bernardo Morando la costruzione della città di Zamość. La sua pianta e le sue fortificazioni furono progettate in modo tale da rispettare i canoni estetici del Rinascimento e del Manierismo. La scultura in pietra tombale, spesso presente all'interno delle chiese, è riccamente richiamata sulle tombe del clero e dei dignitari laici e di altri individui facoltosi. Pure Jan Maria Padovano e Jan Michałowicz di Urzędów trovano posto tra gli artisti di spicco.
Le miniature dipinte nel Codice di Balthasar Behem appaiono di qualità eccezionale e traggono ispirazione principalmente dall'arte gotica; Stanisław Samostrzelnik, un monaco del monastero cistercense di Mogiła, vicino a Cracovia, dipinse miniature e affreschi policromi sulle pareti.

## Dinastia degli Jagelloni
Alla fine del XV secolo, gli Jagelloni regnavano su una vasta superficie che si estendeva dal Baltico al Mar Nero. La dinastia amministrò diversi paesi dell'Europa centrale tra il XIV e il XVI secolo e i membri della famiglia assumevano il titolo di re di Polonia (1386-1572), granduchi di Lituania (1377-1392 e 1440-1572), re d'Ungheria (1440-1444 e 1490-1526) e re di Boemia (1471-1526).
Nel 1515, durante il Primo Congresso di Vienna, fu concordato un accordo di successione dinastica tra Massimiliano I, imperatore del Sacro Romano Impero e i fratelli jagelloni, Ladislao II di Boemia e Sigismondo I di Polonia. A seguito della discussione, si sarebbe dovuto porre fine al sostegno dell'imperatore ai nemici della Polonia, gli stati teutonici e russi, ma dopo l'elezione di Carlo V, successore di Massimiliano nel 1519, i rapporti con Sigismondo peggiorarono.
La rivalità degli Jagelloni con la Casa d'Asburgo nell'Europa centrale fu infine risolta a vantaggio dei secondi: il fattore decisivo che danneggiò o comunque indebolì le monarchie degli ultimi sovrani polacchi fu l'espansione dell'Impero ottomano verso nord. La vulnerabilità dell'Ungheria aumentò notevolmente dopo che Solimano il Magnifico conquistò la fortezza di Belgrado nel 1521. Per impedire alla Polonia di estendere gli aiuti militari all'Ungheria, Solimano radunò un'armata formata da forze turche e tartare nel 1524. L'esercito ungherese fu sconfitto nel 1526 nella battaglia di Mohács, dove il giovane Luigi II Jagellone, figlio di Ladislao II, perse la vita. Successivamente, dopo un periodo di lotte interne e interventi esterni, l'Ungheria fu spartita tra gli Asburgo e gli ottomani.

## La repubblica dei nobili

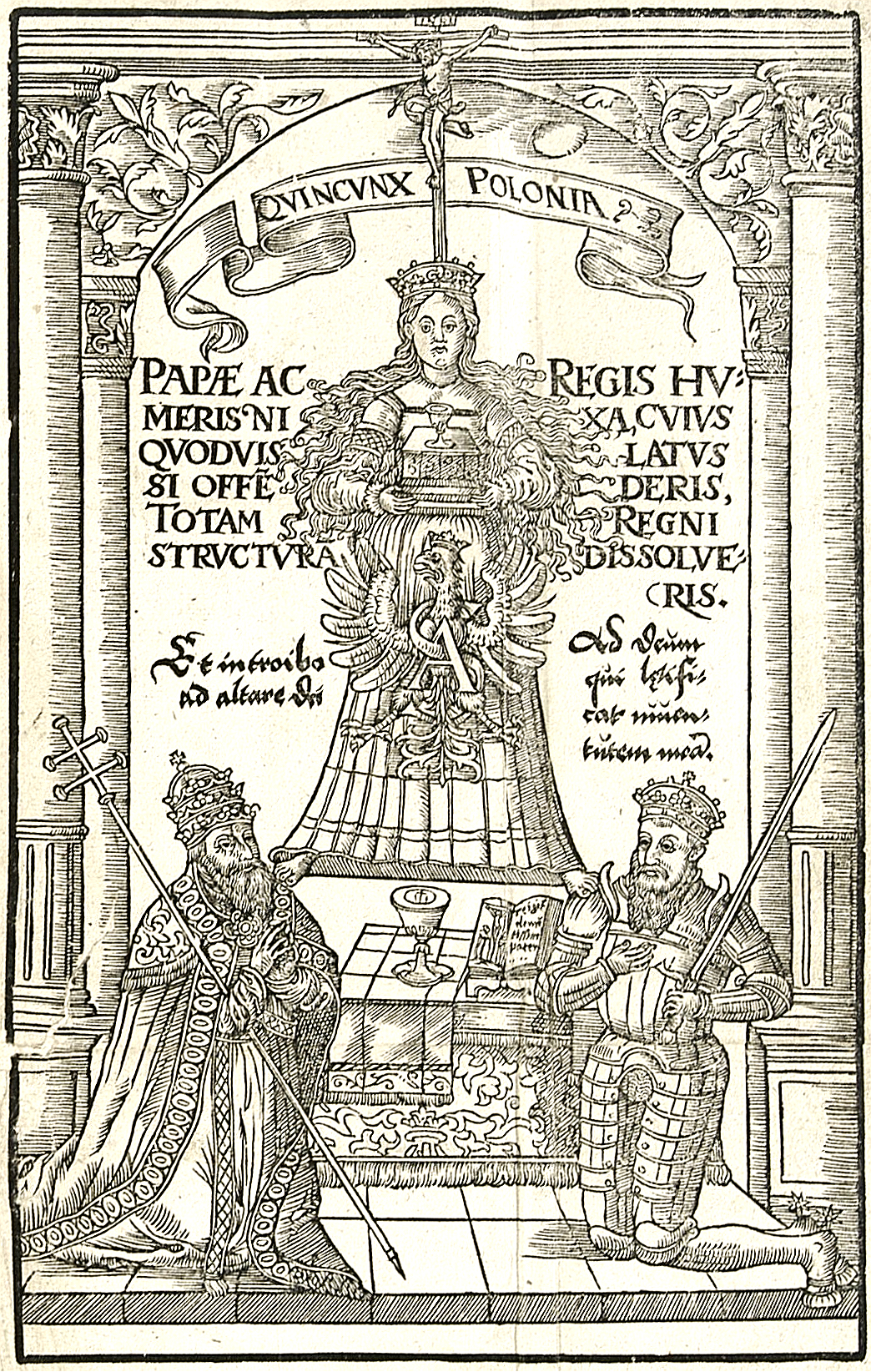
Concezione della corona polacca di Stanisław Orzechowski, un ideologo membro szlachta. Nel 1564 Orzechowski scrisse Quincunx, in cui esponeva i principi di uno stato identificato con la sua nobiltà

Dall'Unione di Lublino nel 1569 prese vita la Confederazione polacco-lituana (Rzeczpospolita), che si estendeva dal Mar Baltico e dalle montagne dei Carpazi fino all'odierna Bielorussia e all'Ucraina occidentale e centrale (in precedenza parte dei principati della Rus' di Kiev). All'interno della nuova federazione un certo grado di separazione formale tra Polonia e Lituania fu mantenuta (distinti uffici statali, eserciti, tesorieri e sistemi giudiziari), ma l'unione divenne un'entità multinazionale con un monarca, un parlamento, un sistema monetario e una politica estera-militare comuni, in cui solo la nobiltà godeva di pieni diritti di cittadinanza. Inoltre, lo strato più alto della nobiltà stava per assumere il ruolo dominante nella Confederazione, poiché le fazioni dei magnati stavano acquisendo la capacità di manipolare e controllare il resto della szlachta a favore della loro fazione. Una simile tendenza, facilitata ulteriormente dall'insediamento liberale e dalle conseguenze dell'acquisizione di terre dell'unione, divenne evidente intorno al periodo della morte del 1572 di Sigismondo Augusto, l'ultimo monarca della dinastia degli Jagelloni.
Una delle caratteristiche più rilevanti della Confederazione appena costituita risultava la sua multietnicità e, di conseguenza, la diversità di credi e denominazioni religiose. Tra le etnie più numerose si contavano i polacchi (circa il 50% o meno della popolazione totale), i lituani, i lettoni, i rus' (corrispondenti agli odierni bielorussi, ucraini, russi o ai loro antenati slavi orientali), tedeschi, estoni, ebrei, armeni, tartari e cechi, oltre a comunità minori dell'Europa occidentale. Per quanto riguarda i principali ceti sociali presenti all'inizio del XVII secolo, quasi il 70% della popolazione della Confederazione era dedita all'agricoltura, oltre il 20% risiedeva nelle città e meno del 10% erano nobili o membri del clero. La popolazione totale, stimata in 8-10 milioni, continuò a crescere in modo crescente fino alla metà del secolo. Le popolazioni slave delle terre orientali, la Rus' o Rutenia si erano assimilate abbastanza bene, fatta eccezione per quelle che vivevano a ridosso dei confini e che rimasero fedeli alla Chiesa ortodossa, un aspetto che in futuro avrebbe creato spaccature all'interno dello Stato.

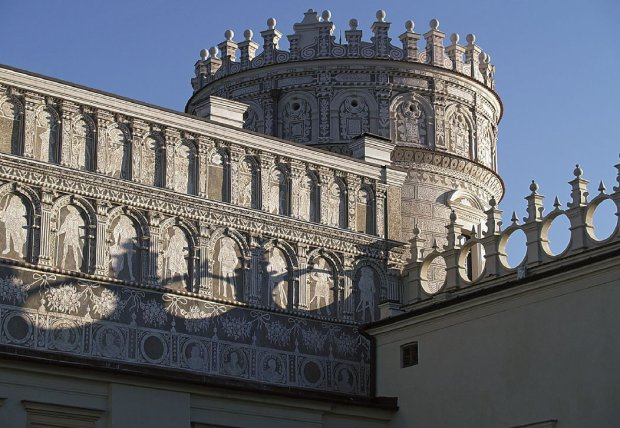
Castello di Krasiczyn

La dottrina politica della Confederazione era riassumibile nella massima "il nostro stato è una repubblica sotto la presidenza del re". Il cancelliere Jan Zamoyski riassunse questa dottrina quando affermò: Rex regnat et non-gubernat ("Il re regna ma non governa"). La Confederazione vantava un parlamento, il sejm, nonché un senato e un re eletto. Il sovrano era obbligato a rispettare i diritti dei cittadini specificati negli articoli enriciani e nella Pacta conventa, sottoscritti al momento della sua elezione. Nel corso del tempo, i primi furono fusi ai secondi.
Il potere del monarca era limitato a favore della numericamente considerevole classe nobile. Ogni nuovo re doveva impegnarsi a sostenere gli articoli enriciani, ovvero la base del sistema politico della Polonia (i quali includevano garanzie quasi senza precedenti in tema di tolleranza religiosa). Da quel momento in poi, il re diveniva effettivamente un membro della classe nobile e veniva costantemente supervisionato da un gruppo di senatori. Il Sejm poteva porre il veto al re su questioni importanti, inclusa la legislazione (l'adozione di nuove disposizioni), gli affari esteri, la dichiarazione di guerra e la tassazione (modifiche delle tasse esistenti o la riscossione di nuove imposte).

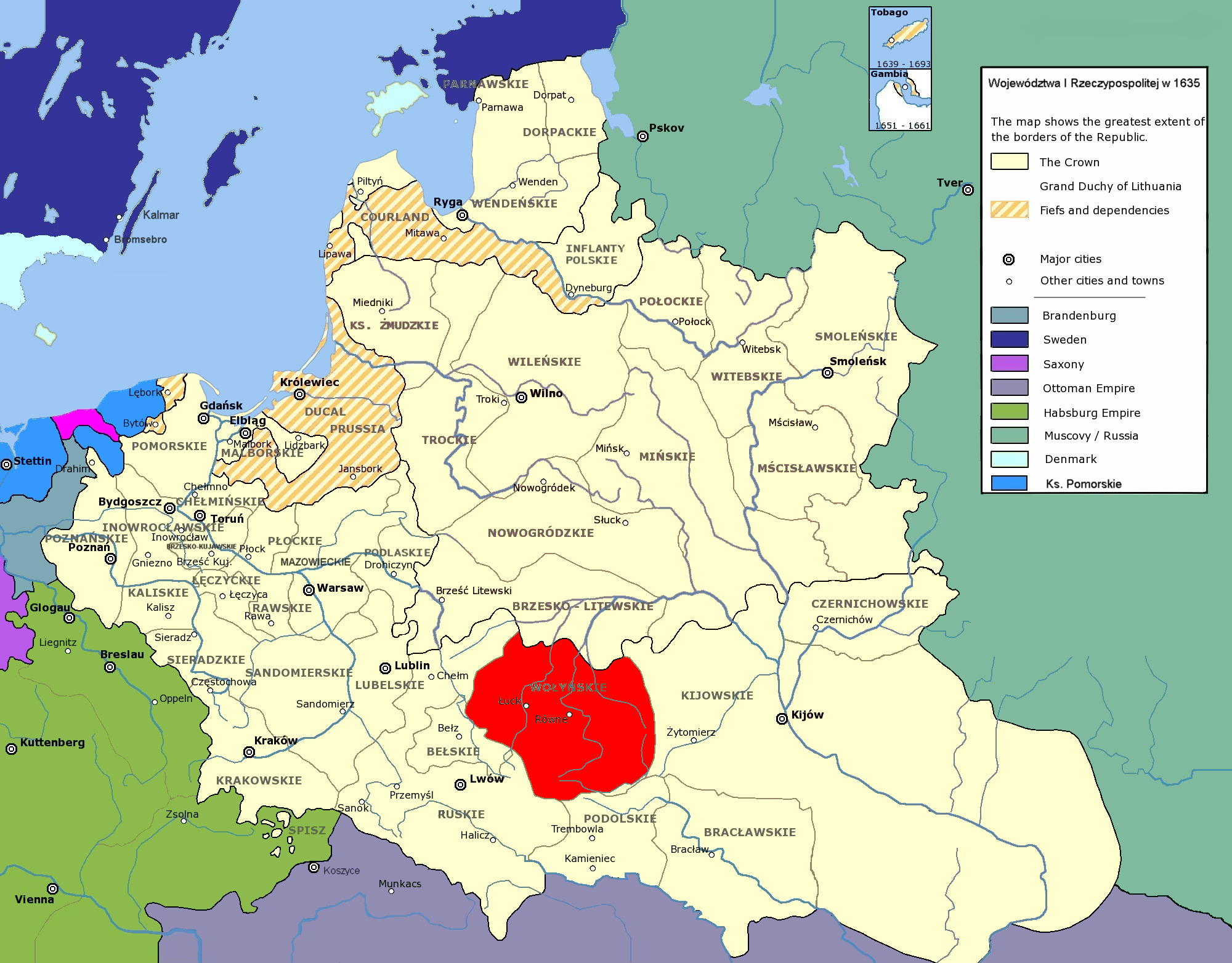
La Confederazione polacco-lituana al momento della sua massima estensione, raggiunta dopo la pace di Deulino nel 1619

La fondazione del sistema politico confederato, la cosiddetta "libertà dorata" (in polacco Złota Wolność, termine usato dal 1573 in poi), includeva:
- Elezione del re da parte di tutti i nobili che desiderano partecipare, nota come wolna elekcja (libera elezione);
- Sejm, il parlamento della Confederazione che il re doveva tenere ogni due anni;
- Pacta conventa (latino), "accordi concordati" negoziati con il re eletto, inclusa una carta dei diritti, vincolante per il re, derivata dai precedenti articoli enriciani;
- Libertà religiosa garantita dall'atto di Varsavia del 1573;
- Rokosz (insurrezione), il diritto della szlachta di ribellarsi legalmente al re che avesse violato le loro libertà così come garantite dagli atti legislativi;
- Liberum veto (latino), il diritto di un singolo deputato del Sejm di opporsi a una decisione presa dalla maggioranza in una sessione parlamentare. Quando si esprimeva tale veto, tutta la legislazione precedentemente approvata nella stessa sessione decadeva. Durante la crisi della seconda metà del XVII secolo, i nobili polacchi furono in grado di sfruttare il liberum veto nei sejmik provinciali;
- Konfederacja (dal latino confederatio), il diritto di formare un'organizzazione per la realizzazione di un determinato scopo agendo al posto delle autorità costituite o cercando di imporre il suo volere ad esse.[32]

## Guerra di Livonia: la lotta per il dominio dell'area baltica

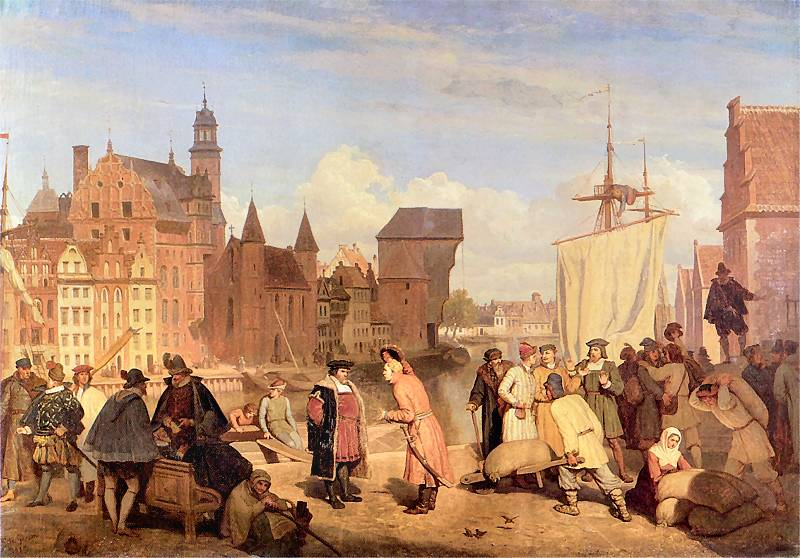
Danzica nel XVII secolo

Nel XVI secolo il Granducato di Lituania divenne sempre più interessato ad estendere il suo dominio territoriale in Livonia, in particolare per ottenere il controllo dei porti marittimi baltici, come Riga, e per altri vantaggi economici. Gli abitanti della Livonia si erano convertiti per la maggior parte al luteranesimo, soppiantando il vecchio ordine religioso cavalleresco a capo della regione. Una simile circostanza spinse la Polonia e la Lituania a scontrarsi con Mosca e altre potenze regionali, che avevano anche tentato l'espansione in quella zona.
Altre potenze che aspiravano all'accesso al Baltico tentarono di accaparrarsi la ricca regione scatenando la lunga prima guerra del Nord, combattuta tra il 1558 e il 1583. Ivan IV di Russia espugnò Dorpat (Tartu) e Narva nel 1558, e presto i danesi e gli svedesi avevano occupato altre parti del paese. Per proteggere l'integrità della regione, i livoniani cercarono un'unione con lo stato polacco-lituano. Gottardo Kettler, il nuovo Gran maestro dell'ordine di Livonia, si recò a Vilnius (Vilna, Wilno) per incontrare Sigismondo Augusto nel 1561 e dichiarò la Livonia uno stato vassallo sotto il re polacco. L'accordo del 28 novembre prevedeva la secolarizzazione dei cavalieri di Livonia e l'incorporazione del neo-istituito Ducato alla Rzeczpospolita ("Repubblica") come entità autonoma. L'unione di Vilnius scaturì anche la nascita del Ducato di Curlandia e Semigallia come feudo separato, governato da Kettler. Sigismondo II si obbligò a recuperare le parti della Livonia perse a favore di Mosca e alle potenze baltiche. Questi conflitti generarono estenuanti guerre con la Russia (1558-1570 e 1577-1582) e ad altre lotte per il controllo del commercio baltico e della libertà di navigazione.
Le politiche della regione baltica dell'ultimo re degli Jagelloni e dei suoi consiglieri furono al centro dei programmi strategici della Polonia del XVI secolo. La rivalità tra Polonia e Russia perdurò per molto tempo: la guerra di Livonia si concluse sotto il regno di Stefano Báthory. Nel 1576, quest'ultimo sovrano divenne re di Polonia e granduca di Lituania cambiando le sorti del conflitto con i suoi successi tra il 1578 e il 1581, inclusa l'offensiva congiunta svedese-polacca-lituana nella battaglia di Wenden. A ciò ha fatto seguito una vasta campagna attraverso la Russia culminata nel lungo e difficile assedio di Pskov. Quando iniziò a scaturire i suoi effetti l'armistizio di Jam Zapolski del 1582, che pose fine alla guerra tra Russia e Polonia-Lituania, la prima perse tutti i suoi precedenti possedimenti in Livonia e Polock a favore della Confederazione. L'anno successivo, la Svezia e la Russia firmarono la pace di Pljussa: gli scandinavi avrebbero guadagnato la maggior parte dell'Ingria e della Livonia settentrionale pur mantenendo il Ducato di Estonia.

## Casato di Vasa
Giovanni III di Svezia sposò Caterina Jagellona, la sorella di Sigismondo II Augusto di Polonia nel 1562. Quando quest'ultimo morì senza eredi, il figlio di Giovanni III e Caterina fu nominato re di Polonia e granduca di Lituania col nome di Sigismondo III nel 1587. Alla morte di Giovanni, a Sigismondo andò anche il trono svedese.

### Unione polacco-svedese

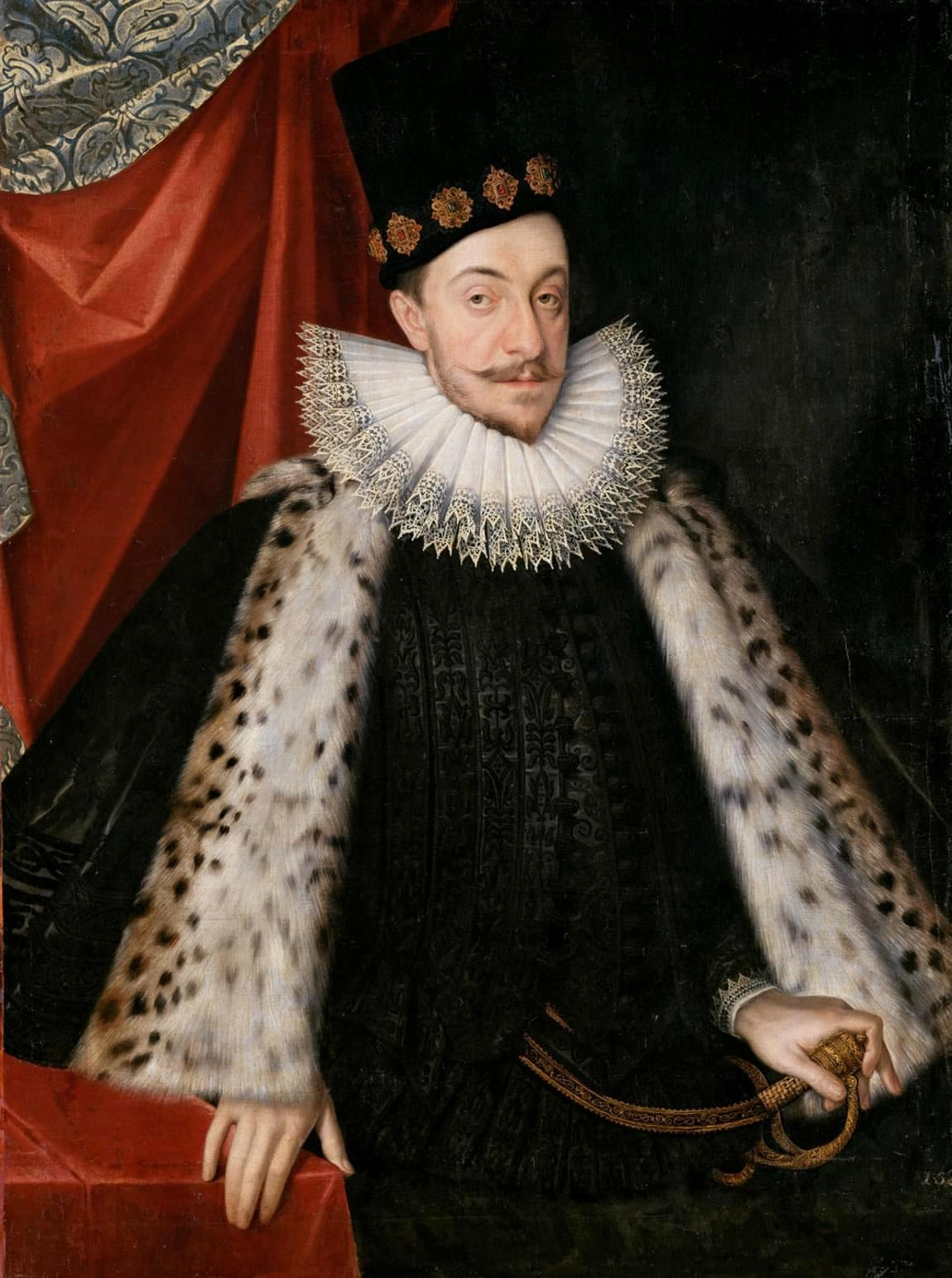
Sigismondo III Vasa (1566-1632) fu uno dei monarchi polacchi più controversi. Fervente cattolico e desideroso di conquistare il potere assoluto nella regione, sotto il suo governo la Polonia raggiunse la sua massima estensione territoriale

Dopo la morte di Giovanni III di Svezia, suo figlio Sigismondo ereditò il trono di Svezia. Sigismondo a quel tempo era già re di Polonia (dal 1587) e dovette subito guardarsi dalle pretese al trono di suo zio, il duca Carlo di Södermanland. Per arginare possibili attacchi, Sigismondo chiese al sejm il permesso di lasciare la Confederazione e andare in Svezia, dove poteva temporaneamente assicurarsi la corona. L'assenso fu dato da lì a poco e il 3 agosto 1593 Sigismondo, accompagnato dalla moglie Anna d'Asburgo e da altri seguaci, partì per la Scandinavia.
L'accordo del 19 febbraio sembrava aver placato la situazione: Sigismondo fu incoronato nella cattedrale di Uppsala e divenne re: la Svezia poteva dirsi a quel punto in un'unione personale con la Polonia-Lituania. A luglio, Sigismondo lasciò Stoccolma nelle mani del consiglio della reggenza e tornò in Polonia. La Svezia dovette essere governata congiuntamente dal Consiglio del Regno e dallo zio di Sigismondo, il duca Carlo.
Sigismondo, tuttavia, rinnegò le sue precedenti promesse, aprendo scuole cattoliche e assegnando a questi incarichi di rilievo: Carlo, che a sua volta non aveva mai segretamente rinunciato all'acquisizione del trono, avviò una politica denigratoria nei confronti del sovrano. Il nuovo Riksdag degli Stati indetto ad Arboga nel 1597, nonostante fosse stato ordinato dal re, vide la partecipazione di pochi nobili (in quello privato addirittura uno solo). Nonostante ancora non si fosse ingraziato l'esercito con le sue azioni, Carlo decise di proseguire comunque il suo piano. Radunato una propria armata, si insediò nella Svezia meridionale e diversi membri del Consiglio privato fuggirono in Polonia per convincere Sigismondo a prendere contromisure. Sigismondo spedì una missione diplomatica, nel tentativo di risolvere il conflitto con le buone. All'inizio Carlo sembrò disponibile, ma in realtà stava cercare di prendere tempo e ottenere la conferma della sua autorità in un altro Riksdag tenutosi ad Arboga. Continuò la sua opera di reclutamento dei contadini locali nel suo esercito e di isolamento dei seguaci di Sigismondo.
Nel 1598, il sejm diede a Sigismondo il via libera per condurre una campagna militare contro i suoi avversari in Svezia, rifiutando però di offrirgli un sostegno significativo. L'esercito di Sigismondo era composto principalmente da mercenari tedeschi e ungheresi, supportati da una forza polacca relativamente poco numerosa, anche se con qualche pezzo di artiglieria a disposizione.
La campagna di Sigismondo fu mal pianificata: non in grado di coordinare i movimenti delle sue truppe con i suoi sostenitori, in particolare Fleming che avrebbe dovuto attaccare Carlo dalla Finlandia, si dovette accontentare dei soli successi iniziali quali la presa di Kalmar e del castello di Stegeborg. Le forze di Sigismondo furono sconfitte il 25 settembre 1598 nella battaglia di Stångebro, nota anche come battaglia di Linköping, durante la quale il sovrano fu catturato e costretto a consegnare alcuni dei suoi seguaci come il cancelliere di Svezia Erik Larsson Sparre (1550-1600). Nel maggio 1599, le forze di Carlo ripresero l'ultima fortezza detenuta da Sigismondo, Kalmar. Il 24 luglio 1599, il Riksdag di Stoccolma detronizzò ufficialmente Sigismondo e il nuovo re di Svezia divenne Carlo IX: l'unione polacco-svedese fu sciolta dopo appena sette anni di esistenza. Nel marzo 1600, alcuni dei sostenitori di Sigismondo furono giustiziati, inclusi cinque senatori in un evento passato alla storia come bagno di sangue di Linköping.

## Invasione polacca della Russia

### Guerra polacco-moscovita (1605-1618)

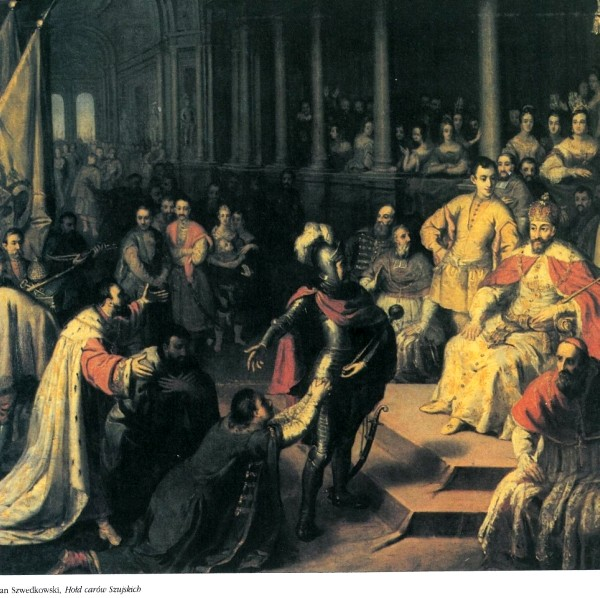
Il tributo di Shuysky, l'omaggio del deposto zar di Russia Basilio IV di Moscovia a Sigismondo III di Polonia

La guerra polacco-moscovita (1605-1618) ingloba una sequenza di conflitti militari e invasioni verso est effettuate dalla Confederazione polacco-lituana e da eserciti privati e mercenari guidati dall'aristocrazia polacca, eseguita quando lo Zarato russo fu lacerato da una serie di lotte civili nel corso di una fase storica denominata "periodo dei torbidi". Le fazioni impegnate e i loro obiettivi cambiarono più volte durante questo conflitto: i confederati non risultarono formalmente in guerra con la Russia fino al 1609, mentre vari partiti russi combatterono al loro fianco o intestinamente. La Svezia si unì al conflitto con la guerra d'Ingria (1610-1617) alleandosi talvolta con la Russia e altre volte combattendola. Il cambio degli obiettivi variava da piccole acquisizioni effettuate lungo la demarcazione alla presentazione di richieste formali alla corona russa da parte dei sovrani stranieri in cui si rivendicavano diritti dinastici.

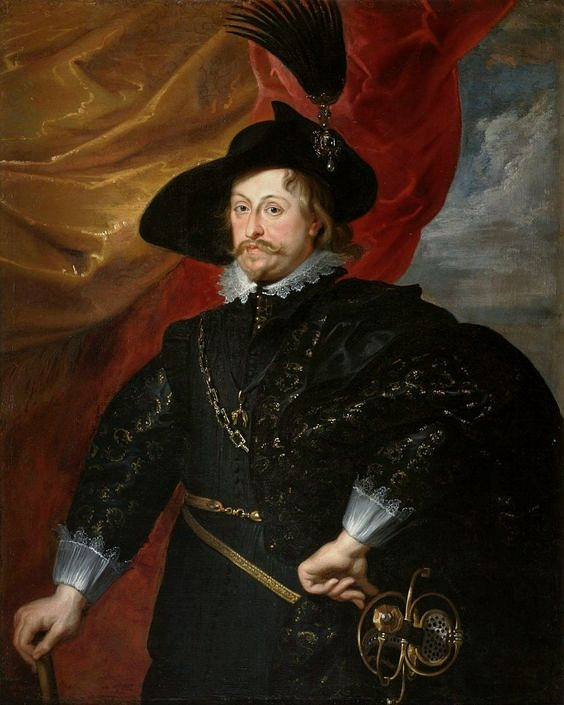
Ladislao IV Vasa di Polonia (1595-1648) in un ritratto di Peter Paul Rubens. Quando l'esercito polacco occupò Mosca nel 1610, questi fu eletto zar di Russia senza però salire sul trono

Il conflitto può essere suddiviso in quattro fasi. Nella prima fase, alcuni confederati membri della szlachta, incoraggiati da alcuni boiardi russi (aristocrazia russa), ma senza il consenso ufficiale del re polacco Sigismondo III Vasa, tentarono di sfruttare la debolezza della Russia e intervenire nella guerra civile a favore dei nemici dello zar. La prima ondata dell'intervento polacco durò dal 1605 al 1606, in concomitanza con la morte del Falso Dimitri I. La seconda ondata iniziò nel 1607 e si esaurì nel 1609, quando lo zar Basilio strinse un'alleanza militare con la Svezia. In risposta a questa alleanza, Sigismondo III decise di intervenire ufficialmente e di dichiarare guerra alla Russia, con l'obiettivo di indebolire l'alleato della Svezia e di ottenere concessioni territoriali.
L'etmano della corona Stanisław Żółkiewski si presentò trionfale dalla periferia di Cracovia al Castello Reale di Varsavia, portando con sé i seguenti prigionieri di spicco: lo zar Basilio IV, i suoi fratelli Dimitri Szujski con sua moglie, la granduchessa Ekaterina Grigoryevna, la figlia Grigory Malyuta Skuratov, Ivan Shuysky Mikhail Shein e il patriarca non canonico di Mosca e di tutta la Russia.
Dopo le prime vittorie dei confederati, su tutte la battaglia di Klušino, che culminò con l'ingresso delle forze polacche a Mosca nel 1610, il figlio di Sigismondo, il principe Ladislao, fu per breve tempo eletto zar. Tuttavia, subito dopo, Sigismondo decise di impossessarsi del trono russo: ciò allontanò le posizioni dei boiardi filo-polacchi, che avrebbero accettato solo il moderato Ladislao, ma non l'ortodosso filo-cattolico e anti-orientale Sigismondo. Più tardi, la fazione russa filo-polacca scomparve e la guerra riprese nel 1611, con i polacchi cacciati da Mosca nel 1612 ma forti della conquista di Smolensk. Tuttavia, a causa di dissidi interni sia nella confederazione che in Russia, non si verificarono scontri su vasta scala tra il 1612 e il 1617, anno in cui Sigismondo eseguì un ultimo fallimentare tentativo di conquistare la Russia. La guerra si concluse definitivamente nel 1618 con la pace di Deulino, che concesse alla Confederazione alcuni territori, ma non il controllo sulla Russia, uscita così indenne dalla guerra e forte di una sua indipendenza.